# Rudolf Schrakamp
Rudolf Anton Schrakamp (* 15. Februar 1856 in Warendorf; † 12. November 1941 in Trier) war ein preußischer Landrat und Regierungsrat.

## Leben und Herkunft
Schrakamp war ein Sohn des Kreisgerichtsrats Josef Eduard Schrakamp und dessen Ehefrau Maria, geb. Otterpohl. Nach dem Besuch eines Gymnasiums in Warendorf und der Ablegung der Reifeprüfung am Paulinum Gymnasium in Münster, absolvierte er in Heidelberg, Göttingen, Leipzig und in Bonn ein Studium der Rechtswissenschaften. Nach Ende des Studiums wurde er am 15. November 1879 Gerichtsreferendar, dann setzte er seine Ausbildung beim Amtsgericht Warendorf und beim Landgericht Münster fort, bis er am 30. Dezember 1881 Regierungsreferendar bei der Regierung Münster wurde. Vom 30. November 1883 bis zum 15. Dezember 1888 war er vertretungsweise im Landratsamt des Kreises Olpe tätig, bis er 1887 zur Regierung Lüneburg versetzt wurde. Am 13. Juni 1888 wurde er Regierungsassistent mit Beschäftigung bei der Regierung Marienwerder, bis er am 25. November 1889 mit Erlass zum kommissarischen Landrat des Kreises Bitburg ernannt wurde. Der Dienstantritt in Bitburg erfolgte am 11. Dezember 1890, gefolgt von der definitiven Bestallung mittels Allerhöchster Kabinettsorder (AKO) am 15. Juli 1890. Am 21. Mai 1900 wurde er zum Regierungsrat ernannt und gleichzeitig in die allgemeine Staatsverwaltung Regierung Trier überstellt. Die Ernennung zum Geheimen Regierungsrat erhielt Schrakamp am 1. Mai 1812, bevor er am 1. April 1922 in den Ruhestand verabschiedet wurde. Bis zum 31. Mai 1924 war er letztlich noch Vorsitzender der Spruchkammer beim Reichsentschädigungsamt Trier.

## Politik
Schrakamp war von 1894 bis 1901 Abgeordneter Bitburgs bei den rheinischen Provinziallandtagen.

## Familie
Rudolf Schrakamp war seit dem 5. November 1911 in Diekirch mit Julia Heß, Tochter des Luxemburger Notars aus Diekirch Friedrich Heß und dessen Ehefrau Adeline, geb. Feyder, verheiratet.

## Publikation
- Fischerei-Gesetz vom 11. Mai 1916: mit den ministeriellen Ausführungsbestimmungen und den Bekanntmachungen des Regierungspräsidenten, Trier: Lintz, 1918. OCLC 246222693